# Lipinia pulchella
Espèce
Synonymes
- Lygosoma pulchellum Gray, 1845
- Lygosoma puchellum taylori Brown & Alcala, 1956
- Lygosoma puchellum levitoni Brown & Alcala, 1963

Statut de conservation UICN

 LC  : Préoccupation mineure
Lipinia pulchella est une espèce de sauriens de la famille des Scincidae.

## Répartition
Cette espèce est endémique des Philippines. Elle se rencontre sur les îles de Luçon, de Mindanao, de Negros, de Bohol, de Polillo, de Panay, de Leyte et de Samar.

## Liste des sous-espèces
Selon The Reptile Database (12 octobre 2012) :
- Lipinia pulchella levitoni (Brown & Alcala, 1963)
- Lipinia pulchella pulchella (Gray, 1845)
- Lipinia pulchella taylori (Brown & Alcala, 1956)

## Étymologie
Le nom spécifique pulchella vient du latin pulchellus, joli, en référence à l'aspect de ce saurien.

## Publications originales
- Brown & Alcala, 1956 : A review of the Philippine lizards of the genus Lygosoma (Leiolopisma). Occasional papers of the Natural History Museum of Stanford University, vol. 3, p. 1-10.
- Brown & Alcala, 1963 : Addition to the leiolopismid lizards known from the Philippines, with description of a new species and subspecies. Proceedings of the Biological Society of Washington, vol. 76, p. 69-80 (texte intégral).
- Gray, 1845 : Catalogue of the specimens of lizards in the collection of the British Museum, p. 1-289 (texte intégral).